# Cuevas del Almanzora
Cuevas del Almanzora er en by og kommune i det sydøstlige Spanien i provinsen Almería. Den har et indbyggertal på 15.246 (2024) indbyggere.